# Aéroport de Stockholm-Skavsta
Pour les autres aéroports desservant la ville de Stockholm, voir l'article « aéroport de Stockholm ».
L'aéroport de Stockholm-Skavsta est un aéroport situé au sud de Stockholm en Suède, dans la commune de Nyköping (code IATA : NYO • code OACI : ESKN). Il accueille principalement des compagnies à bas coûts comme Ryanair et des compagnies aériennes à bas prix comme Wizzair.
Il est à 106 km de Stockholm, et les liaisons avec la capitale sont assurées par la compagnie Flygbussarna qui relie l'aéroport à Stockholm à la gare centrale de Stockholm et à Gullmarsplan dans le sud de la ville, ainsi qu'à Norrköping/Linköping. Le trajet dure 80 minutes. Par ailleurs, un service de bus locaux relie l’aéroport à Nyköping.

## Situation

### Carte des aéroports de Suède
| \| 50 km1:2 974 000 \| Montagnes · Sälen Ängelholm–Helsingborg Åre Östersund Arvidsjaur Borlänge Gällivare Göteborg-Landvetter Hagfors Halmstad Hemavan Tärnaby Jönköping Kalmar Karlstad Kiruna Kramfors-Sollefteå Linköping Luleå Lycksele Malmö Mora-Siljan Norrköping Örnsköldsvik Örebro Pajala Ronneby Skellefteå Stockholm-Arlanda Stockholm-Bromma Stockholm-Skavsta Stockholm-Västerås Sundsvall-Timrå Sveg Torsby Trollhättan–Vänersborg Umeå Växjö Vilhelmina Visby |
| 50 km1:2 974 000 |

## Statistiques
Pour des raisons techniques, il est temporairement impossible d'afficher le graphique qui aurait dû être présenté ici.

Voir la requête brute et les sources sur Wikidata.

## Compagnies aériennes et destinations

### Passagers
| Compagnies            | Destinations |
| --------------------- | --- |
| Norwegian Air Shuttle | Alicante-Elche, Malaga-Costa del Sol |
| Wizz Air              | - Banja Luka, - Belgrade-Nikola-Tesla, - Bucarest-H. Coandă, - Cracovie-Jean-Paul II, - Skopje, - Sofia-Vrajdebna, - Tirana, - Tuzla, - Varsovie-Chopin |

Édité le 03/02/2018  Actualisé le 27/02/2023

### Cargo
| Compagnies | Destinations |
| ---------- | ------------ |
| Nord-Flyg  | Visby        |